# باول إي. رايلي
باول إي. رايلي (بالإنجليزية: Paul E. Riley)‏ هو قاضي ومحامي أمريكي، ولد في 24 أبريل 1942 في ألتون في الولايات المتحدة، وتوفي في 11 أكتوبر 2001 في إدوردسفيل في الولايات المتحدة.